# Armaghankhaneh
Armaghānkhāneh (farsi ارمغان‌خانه) è una città dello shahrestān di Zanjan, circoscrizione di Qareh, nella provincia di Zanjan in Iran. Nel 2011 aveva 1.945 abitanti. Si trova a nord di Zanjan.